# Lista odcinków serialu Franklin & Bash
Poniżej znajduje się lista odcinków serialu telewizyjnego Franklin & Bash – emitowanego przez amerykańską stację telewizyjną  TNT od 1 czerwca 2011 roku do 22 października 2014 roku. Powstały 4 serii składających się łącznie ze 40 odcinków. W Polsce serial nie był jeszcze emitowany
| Sezon | Sezon | Odcinki | Premiera sezonu  | Finał sezonu         | Premiera     | Finał        | Wydanie DVD     | Wydanie DVD       | Wydanie DVD |
| Sezon | Sezon | Odcinki | Premiera sezonu  | Finał sezonu         | Premiera     | Finał        | Region 1        | Region 2          | Region 4    |
| ----- | ----- | ------- | ---------------- | -------------------- | ------------ | ------------ | --------------- | ----------------- | ----------- |
|       | 1     | 10      | 1 czerwca 2011   | 3 sierpnia 2011      | nieemitowany | nieemitowany | 19 czerwca 2012 | 14 listopada 2011 | brak danych |
|       | 2     | 10      | 5 czerwca 2012   | 14 sierpnia 2012     | nieemitowany | nieemitowany | brak danych     | 28 kwietnia 2014  | brak danych |
|       | 3     | 10      | 19 czerwca 2013  | 14 sierpnia 2013     | nieemitowany | nieemitowany | brak danych     | 4 sierpnia 2014   | brak danych |
|       | 4     | 10      | 13 sierpnia 2014 | 22 października 2014 | nieemitowany | nieemitowany | brak danych     | brak danych       | brak danych |

## Sezon 1 (2011)
| Nr | #  | Tytuł                        | Reżyseria      | Scenariusz             | Premiera TNT    | Premiera     |
| -- | -- | ---------------------------- | -------------- | ---------------------- | --------------- | ------------ |
| 1  | 1  | Pilot                        | Jason Ensler   | Kevin Falls Bill Chais | 1 czerwca 2011  | nieemitowany |
| 2  | 2  | She Came Upstairs To Kill Me | Jason Ensler   | Jeff Rake              | 8 czerwca 2011  | nieemitowany |
| 3  | 3  | Jennifer of Troy             | Andrew Fleming | Dana Calvo             | 15 czerwca 2011 | nieemitowany |
| 4  | 4  | Bro-Bono                     | Jason Ensler   | Bill Chais Kevin Falls | 22 czerwca 2011 | nieemitowany |
| 5  | 5  | You Can't Take It With You   | Andrew Fleming | Matt McGuiness         | 29 czerwca 2011 | nieemitowany |
| 6  | 6  | Big Fish                     | Fred Savage    | Kristi Korzec          | 6 lipca 2011    | nieemitowany |
| 7  | 7  | Franklin vs. Bash            | Steve Robin    | Bill Krebs             | 13 lipca 2011   | nieemitowany |
| 8  | 8  | The Bangover                 | Steve Robin    | Sandy Isaac            | 20 lipca 2011   | nieemitowany |
| 9  | 9  | Bachelor Party               | Jason Ensler   | Aeden Babish           | 27 lipca 2011   | nieemitowany |
| 10 | 10 | Go Tell It on the Mountain   | Jason Ensler   | Bill Chais             | 3 sierpnia 2011 | nieemitowany |

## Sezon 2 (2012)
| Nr | #  | Tytuł                   | Reżyseria        | Scenariusz                    | Premiera TNT     | Premiera     |
| -- | -- | ----------------------- | ---------------- | ----------------------------- | ---------------- | ------------ |
| 11 | 1  | Strange Brew            | Jason Ensler     | Matt McGuinness               | 5 czerwca 2012   | nieemitowany |
| 12 | 2  | Viper                   | Timothy Busfield | Dana Calvo                    | 12 czerwca 2012  | nieemitowany |
| 13 | 3  | Jango and Rossi         | Jason Ensler     | Kevin Falls Breckin Meyer     | 19 czerwca 2012  | nieemitowany |
| 14 | 4  | For Those About to Rock | Allan Arkush     | Bill Chais                    | 26 czerwca 2012  | nieemitowany |
| 15 | 5  | L'affaire Du Coeur      | Kevin Bray       | Bill Krebs                    | 3 lipca 2012     | nieemitowany |
| 16 | 6  | Voir Dire               | John Landis      | Kevin Falls Bill Chais        | 10 lipca 2012    | nieemitowany |
| 17 | 7  | Summer Girls            | Elizabeth Allen  | Aeden Babish                  | 17 lipca 2012    | nieemitowany |
| 18 | 8  | Last Dance              | Jason Alexander  | Kristi Korzec Matt McGuinness | 24 lipca 2012    | nieemitowany |
| 19 | 9  | Waiting on a Friend     | Colin Bucksey    | Pat Sheehan Bill Chais        | 31 lipca 2012    | nieemitowany |
| 20 | 10 | 650 to SLC              | Elizabeth Allen  | Dana Calvo Kevin Falls        | 14 sierpnia 2012 | nieemitowany |

## Sezon 3 (2013)
| Nr | #  | Tytuł            | Reżyseria         | Scenariusz                    | Premiera TNT     | Premiera     |
| -- | -- | ---------------- | ----------------- | ----------------------------- | ---------------- | ------------ |
| 21 | 1  | Coffee and Cream | Mike Listo        | Bill Chais Matt McGuinness    | 19 czerwca 2013  | nieemitowany |
| 22 | 2  | Dead and Alive   | Jay Chandrasekhar | Bill Krebs Kevin Falls        | 19 czerwca 2013  | nieemitowany |
| 23 | 3  | Good Lovin'      | Arlene Sanford    | Jamie Pachino                 | 26 czerwca 2013  | nieemitowany |
| 24 | 4  | Captain Johnny   | Richie Keen       | Nicki Renna Matt McGuinness   | 3 lipca 2013     | nieemitowany |
| 25 | 5  | By the Numbers   | Arlene Sanford    | Jamie Pachino                 | 10 lipca 2013    | nieemitowany |
| 26 | 6  | Freck            | Colin Bucksey     | Richard Hewett Kevin Falls    | 17 lipca 2013    | nieemitowany |
| 27 | 7  | Control          | Michael Zinberg   | Jamie Pachino Matt McGuinness | 24 lipca 2013    | nieemitowany |
| 28 | 8  | Out of the Blue  | Jeff Bleckner     | Bill Krebs                    | 31 lipca 2013    | nieemitowany |
| 29 | 9  | Shoot to Thrill  | David Paymer      | Bill Chais                    | 7 sierpnia 2013  | nieemitowany |
| 30 | 10 | Gone in a Flash  | Mike Listo        | Kevin Falls                   | 14 sierpnia 2013 | nieemitowany |

## Sezon 4 (2014)
18 października 2013 roku, stacja TNT zamówiła czwarty sezon, który miał swoją premierę 13 sierpnia 2014 roku 
| Nr | #  | Tytuł                         | Reżyseria           | Scenariusz                 | Premiera TNT         | Premiera     |
| -- | -- | ----------------------------- | ------------------- | -------------------------- | -------------------- | ------------ |
| 31 | 1  | The Curse of Hor-Aha          | Kevin Bray          | Bill Chais Kevin Falls     | 13 sierpnia 2014     | nieemitowany |
| 32 | 2  | Kershaw vs. Linecum           | Paul Holahan        | Dana Calvo                 | 20 sierpnia 2014     | nieemitowany |
| 33 | 3  | Love is the Drug              | David Grossman      | Bill Krebs                 | 27 sierpnia 2014     | nieemitowany |
| 34 | 4  | Good Cop/Bad Cop              | Richie Keen         | Matt McGuinness            | 3 września 2014      | nieemitowany |
| 35 | 5  | Deep Throat                   | Colin Bucksey       | Alex Berger                | 10 września 2014     | nieemitowany |
| 36 | 6  | Dance the Night Away          | Bill Chais          | Bill Chais                 | 17 września 2014     | nieemitowany |
| 37 | 7  | Honor Thy Mother              | Mark-Paul Gosselaar | Breckin Meyer Kevin Falls  | 24 września 2014     | nieemitowany |
| 38 | 8  | Falcon's Nest                 | Mike Listo          | Alex Berger Denise Harkavy | 1 października 2014  | nieemitowany |
| 39 | 9  | Spirits in the Material World | Arlene Sanford      | Bill Chais Patrick Sheehan | 15 października 2014 | nieemitowany |
| 40 | 10 | Red or Black                  | Richie Keen         | Bill Krebs Bill Chais      | 22 października 2014 | nieemitowany |